# Slag bij Abacaenum
De Slag bij Abacaenum vond plaats in 393 v.Chr. tussen het Carthaagse leger onder leiding van Mago en een Grieks leger onder leiding van Dionysius I van Syracuse bij het Siciliaanse dorp Abacaenum in het noordoosten van Sicilië. Dionysius, de tiran van Syracuse, had zijn invloed en grondgebied uitgebreid in Sicilië ten koste van de Sicelen, maar na zijn onsuccesvolle belegering van Tauromenium, een Carthaagse bondgenoot, besloot Mago om een expeditieleger naar Sicilië te sturen. Het Carthaagse leger werd verslagen bij het dorp Abacaenum en moest zich terugtrekken naar de Carthaagse gebieden in West-Sicilië. Dionysius viel de Carthagers niet aan maar bleef zijn invloed in Oost-Sicilië vergroten.

## Achtergrond
Na hun overwinning bij Catana, waarbij ze de Siciliaanse Grieken een zware nederlaag hadden toegebracht, konden de Carthagers eindelijk Syracuse belegeren. Himilco, de Carthaagse generaal, besloot dan ook om te proberen om voor eens en voor altijd af te rekenen met de Griekse stad. Dionysius, die op weg was geweest om het Carthaagse landleger, dat gescheiden was van de Carthaagse vloot door een zware uitbarsting van de vulkaan de Etna, te verslaan en te vernietigen. Maar het risico dat de Carthaagse vloot, die de Griekse vloot had verslagen bij Catana en onder leiding stond van , de nu onbewaakte stad kon innemen, overtuigde hem om terug te keren naar Syracuse. Hoewel Syracuse nu goed verdedigd was, begon Himilco toch het beleg. Eerst leek alles er goed uit te zien voor de Carthagers, maar toen brak de pest uit, waaraan Himilco en een groot deel van het leger stierf. Dionysius, die op de hoogte was gebracht van deze Carthaagse tegenslag, lanceerde een uitval vanuit de stad en versloeg het Carthaagse leger. Hij liet zich echter omkopen en liet een deel van de Carthagers ontsnappen, waaronder ook Mago, de nieuwe aangestelde Carthaagse generaal.

### Carthago wordt bedreigd
Ondertussen werd Carthago ook bedreigd door een opstand van de Lybiërs, die de stad nu aan het belegeren waren. Mago, die al terug was aangekomen in Carthago, moest dus snel handelen om zijn moederstad te redden. Het Carthaagse leger was nu echter in Sicilië en een nieuw leger zou te veel tijd en geld kosten. Dus zette hij de Carthaagse burgers aan om de muren te bemannen terwijl de Carthaagse vloot de stad voorzag van voorraden, wat niet moeilijk zou zien aangezien de rebellen niet over een vloot beschikten. Toen kocht Mago de rebellen om om hen weer rustig te maken.

### Mago in Sicilië
Nadat hij de veiligheid van Carthago had verzekerd, keerde Mago terug naar Sicilië, waar de bedreiging van een Syracusaanse invasie alomtegenwoordig was, en de Carthaagse stad Solus was in 396 v.Chr. door Dionysius geplunderd. Carthago wou of kon Mago niet voorzien van versterkingen, en hij moest zijn leger samenstellen uit de garnizoenen die achtergelaten waren door Himilco en elke soldaat die hij kon ronselen op Sicilië. De Carthagers hadden geluk gehad dat Dionysius West-Sicilië niet onmiddellijk had aangevallen na de ramp bij Syracuse.
Mago koos ervoor om de verloren Punische veroveringen van 405 v.Chr. niet stormenderhand te heroveren. In plaats daarvan koos hij ervoor om vriendelijk en coöperatief te handelen met de Grieken, Sicani, Sicelen, Elymiërs en Carthagers zonder te kijken naar hun vroegere relatie met Carthago. Veel Grieken waren het slachtoffer geweest van de aanvallen van Dionysius (hij had de Griekse steden Naxos, Leontini en Catana vernietigd en de bevolking verdreven) en wilden liever onder Carthaagse heerschappij leven.
De Carthagers hadden de Grieken die gevlucht waren van Akragas, Gela en Kamarina toegestaan om hun steden weer te gaan bewonen. Veel Grieken van Naxos, Catana en Leontini, die door Dionysius aan hun lot waren overgelaten, mochten samen met Sicelen, Sicani en andere Siciliaanse Grieken zich settelen in Carthaags grondgebied. Er werden ook allianties gesmeed met Sicelen die zich bedreigd voelden door Dionysius. De Griekse steden, die zich hadden bevrijd van het juk van Carthago in 398 v.Chr. en zo de oorlog hadden heropgestart, werden nu neutraal, omdat ze zich ofwel bedreigd voelden door Dionysius of door Mago's recente activiteiten. Dit vredelievend beleid bleef zo tot Dionysius in 394 v.Chr. Tauromenium aanviel.

### Dionysius' wapenfeiten (396-393 v.Chr.)
Dionysius viel het Carthaagse grondgebied in Sicilië niet aan nadat hij het beleg van Syracuse had opgeheven, hoewel er geen verdrag werd ondertekend om de oorlog te beëindigen. De oorlog zal kostelijk geweest gaan en hij kan een tekort aan geld gehad hebben, maar hij moest zich ook wapenen tegen een opstand van zijn huurlingen, en verder, hij vreesde een gevecht om de heerschappij van Carthago te beëindigen, omdat dit misschien ook zijn heerschappij zou beëindigen. Nadat hij zijn positie in Syracuse had versterkt en de rebellerende huurlingen Leontini had laten bevolken (of hen had gedood nadat hij Leontini had ingenomen zogezegd om hen erin te laten wonen), begon Dionysius zijn positie in Oost-Sicilië te versterken.

#### Campagnes tegen Sicelen
Dionysius focuste zich nu op het grondgebied van de Sicelen. Hij nam Smeneous en Morgantina in, op ongeveer hetzelfde moment dat het Carthaagse stadje Solus en het stadje Cephaleodium ook in zijn handen vielen. De buit vanuit deze stad vulde zijn schatkisten weer. De stad Enna was de volgende om geplunderd te worden. Dionysius maakte allianties met Agyrium, Herbita, Assorus en Herbessus. In 394 v.chr. konden de inwoners van Messina een aanval vanuit Rhegion terugslaan en Mylae innemen, en Dionysius begon Tauromenium te belegeren. De Sicelen uit Tauromenium konden zijn nachtaanval echter weerstaan en dwongen hem zo om het beleg op te heffen.

## Carthaagse campagne van 393 v.Chr.
Normaalgezien kostte het Carthago wat tijd om legers te organiseren dus Mago wachtte niet op versterkingen uit Afrika om de Sicelen ter hulp te schieten. Hij verzamelde alle troepen die hij kon vinden in Sicilië en zette koers naar Messina, waar hij de aanhangers van Dionysius kon verdrijven na deze zijn debacle bij Tauromenium. Hetzelfde gebeurde bij Akragas, dus de bedreiging was minder sterk dan degene die het in 396 v.Chr. was geweest. Het is niet bekend wat de Carthaagse vloot deed tijdens deze campagne of welke route Mago koos om naar Messina te gaan, maar het Carthaagse leger marcheerde waarschijnlijk langs de kust omdat de Sicelen in Centraal-Sicilië ofwel bondgenoten van Dionysius waren ofwel onder bezetting van Syracuse vielen.

### De slag
Het Carthaagse leger bereikte het gebied van Abacaenum veilig op hun weg terug vanuit Messina en sloegen hun kamp op bij de stad, omdat de Sicelen van deze stad bondgenoten van Carthago waren. Het is niet bekend waar het Griekse leger was gestationeerd op dit moment, maar Dionysius kon Mago onderscheppen voor de Carthagers dit gebied verlieten en de slag vond plaats bij Abacaenum. Details van de slag zijn niet bekend, behalve dat de Carthagers werden verslagen, ze verloren 800 soldaten en de overlevenden moesten vluchten naar Abacaenum. Dionysius wilde de stad niet belegeren maar keerde terug naar Syracuse, wat Mago toeliet om terug te keren naar West-Sicilië.

## Nasleep
Deze nederlaag verzwakte de Carthagers in Sicilië niet, en Dionysius viel hun bondgenoten ook niet aan na de slag. Deze pauze gaf Carthago de kans om een leger te verzamelen en gaf Mago tijd om de Sicelen nog meer tegen Dionysius op te zetten. De Carthagers kozen ervoor om Centraal-Sicilië aan te vallen, waarschijnlijk woonden hier de Sicelen die een bondgenoot waren van Dionysius, wat leidde tot de slag bij Chrysas in 392 v.Chr. en een vredesverdrag tussen Dionysius en Carthago, die zou duren tot 383 v.Chr. toen Dionysius opnieuw Carthaags grondgebied aanviel in Sicilië.